# Hippothyris hongkongensis
Hippothyris hongkongensis är en mossdjursart som först beskrevs av Liu och Li 1987.  Hippothyris hongkongensis ingår i släktet Hippothyris och familjen Bitectiporidae. Inga underarter finns listade i Catalogue of Life.